# Schloenbachia
Schloenbachia is een uitgestorven geslacht van mollusken, dat leefde tijdens het Laat-Krijt.

## Beschrijving
Deze ammoniet had een schelp met een bijna gladde en sterk afgeplatte sculptuur, maar deze kon ook bol en knobbelig zijn. Op de buikzijde bevond zich een uitgesproken kiel. De diameter van de schelp bedroeg tussen 5 en 25 cm, naargelang de soort.